# Manabendra Nath Roy
Manabendra Nath Roy, właśc. Narendra Nath Bhattacharya, (ur. 21 marca 1887 we wsi Arbalia w Bengalu, zm. 26 stycznia 1954 w Dehradunie) – indyjski polityk komunistyczny i filozof.

## Życiorys
Początkowo był związany z ruchem nacjonalistycznym, działał w podziemnej organizacji Anushilan Samiti i pomagał organizacji Jugantar kierowanej przez Jatina Mukherji'ego. W 1915 udał się na Jawę, by szukać broni na zorganizowanie zbrojnego powstania przeciw władzy brytyjskiej w Indiach, później udał się również do Malezji, Indochin, na Filipiny, do Japonii, Korei i Chin, a w czerwcu 1916 znalazł się w San Francisco, gdzie zmienił nazwisko na Manabendra Nath Roy. Jego próby zabezpieczenia broni zakończyły się niepowodzeniem, a organizacja Jugantar została rozbita przez policję. Później przeniósł się do Palo Alto, a stamtąd do Meksyku, gdzie zapoznał się z ideologią socjalistyczną i rozpoczął systematyczne studia nad socjalizmem. W 1919 w Meksyku poznał działacza Międzynarodówki Komunistycznej Michaiła Borodina, z którym wkrótce się zaprzyjaźnił, i pod jego wpływem został zwolennikiem filozofii materialistycznej i komunizmu. W 1920 uczestniczył w kongresie Kominternu w Moskwie; poznał wówczas Lenina i został stałym działaczem Kominternu, w którym do 1926 objął funkcje członka Prezydium, Sekretariatu i Komitetu Wykonawczego. W 1927 został wysłany do Chin jako reprezentant Kominternu, we wrześniu 1929 został wydalony z Kominternu za „wspomaganie prasy Brandlera i popieranie organizacji Brandlera”, w grudniu 1930 powrócił do Indii. W lipcu 1931 został skazany na 6 lat więzienia, po wyjściu na wolność w listopadzie 1936 przystąpił do Indyjskiego Kongresu Narodowego, a 1940 założył Radykalną Partię Demokratyczną. W 1947 opublikował „New Humanism - A Manifesto”, w którym zawarł 22 tezy - zdaniem Roya, stanowiące idee rozwinięte przez wiele lat przez grupę krytycznych marksistów i byłych komunistów. W 1946 założył Indian Renaissance Institute w Dehradunie i został jego dyrektorem. W 1948 rozpoczął pracę nad dziełem „Reason, Romanticism and Revolution”, ukończonym i wydanym w Kalkucie w 1952. Zmarł na atak serca.